# Idus förlag
Idus förlag är ett bokförlag i Lerum i Västergötland som grundades 2011. Förlaget har nio anställda med Elisabeth Grunditz som VD.
Förlaget startades 2011 av Ulrika Slottner, efter att hon först gett ut en barnbok i egen regi och därefter hoppat av från branschen som IT-konsult.
Från början var fokus på att ge ut barn- och ungdomsböcker samt böcker om svåra ämnen. Sedan starten har verksamheten breddats till att innefatta även biografier och böcker om specifika och aktuella ämnen. Förlaget har även två imprint: hybridförlaget Visto förlag och det traditionella förlaget Stellar förlag.
I januari 2022 fick Idus förlag nya ägare – Elisabeth och Simon Grunditz.

## Utgivning i urval
Vuxen:
- Tobbe Isaksson, "Bakom uniformen : en polismans berättelser" (2021)

- Lotta Sjunnesson, "Jag ligger på soffan : en bok om utmattning" (2023)

- Sanna Eriksson, "Prinsessa av september : en ängels vackra visdom" (2023)

- Karin Tuvell, "Kokbok för gamers : Mission completed" (2023)

Barn- och ungdom:
- Sara Berg, Karin Frimodig, Bettina Johansson "Hissen upp!" (2024)

- Anna Llenas, "Färgmonstret" (2020)

- Carin Johansson & Henry Johannes, "Loves superbesvärliga bajskorv som inte vill komma ut" (2019)

- Annika Kjeller & Viktoria Mullo, "Sorgsörjan och livsgnistan" (2024)

- Annie Hagvall Einarsrud & Hanna Ingvarsson, "En dum knöl i mamma bröst" (2022)

- Helena Söderholm & Henry Johannes, "Tänk som en prepper" (2024)

- Pär Sahlin, "Solhjärtats hemlighet : samlingsvolym" (2024)

- Ewa Christina Johansson, "Som ett järtecken" (2024)